# Jonas Ullberg (bildhuggare)
Jonas Ullberg, även Uhlberg, född på 1600-talet, var en svensk bildhuggare verksam under 1700-talets första hälft.

## Biografi

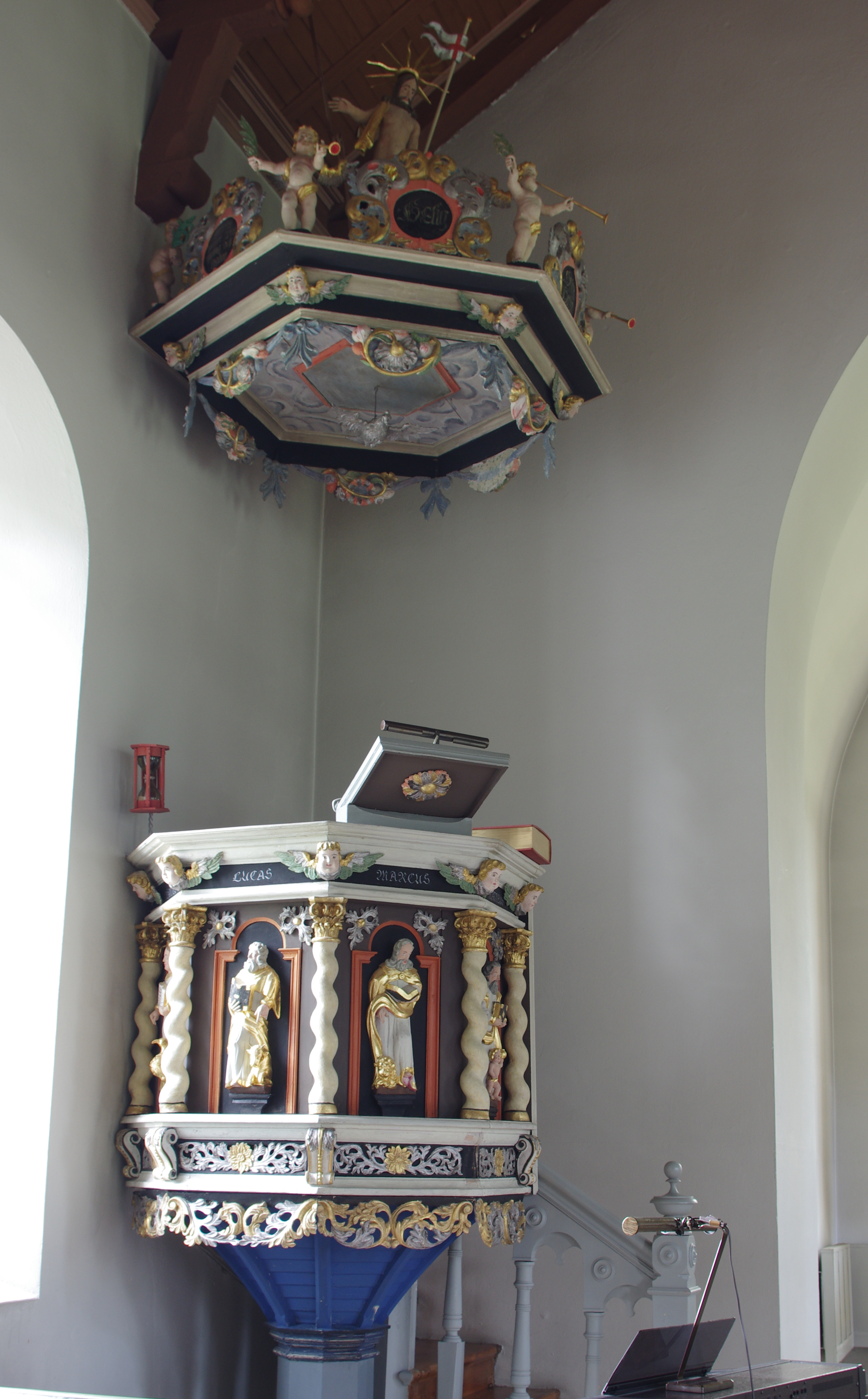
Predikstolen i Suntaks kyrka utförd av Ullberg 1713

Han var troligen bror till målaren och bildhuggaren Johan Ullberg. För Järlåsa kyrka i Uppland utförde han 1709 en i barockstil rikt figursirad altaruppsats. Till Suntaks gamla kyrka tillverkade han 1713 en predikstol prydd med evangelistskulpturer och snidat bladverk samt en framställning av den segrande Kristus med korsfanan.Predikstolen flyttades senare till den nya kyrkan. Dessutom utförde han 1715 en draperimålning ovanför predikstolen i Suntaks gamla kyrka som delvis finns bevarad.